# Ivoire Coton
Pour les articles homonymes, voir Ivoire (homonymie), Coton et Coton (homonymie).
Ivoire coton est une entreprise créée en Côte d'Ivoire depuis le 23 août 1998 par le Consortium Ips (Wa) et la Société Paul Reinhart Ag, une société de négoce suisse, qui a acquis le lot Nord-Ouest, consécutivement à la décision de l'État de Côte d'Ivoire de procéder à la libéralisation du secteur. Cette décision gouvernementale a permis de céder une partie des actifs de la Cidt.